# Lays-sur-le-Doubs
Lays-sur-le-Doubs település Franciaországban, Saône-et-Loire megyében. Lakosainak száma 162 fő (2022. január 1.). Lays-sur-le-Doubs Pourlans, Annoire, Charette-Varennes, Fretterans, Longepierre és Pierre-de-Bresse községekkel határos.

## Népesség
A település népességének változása:
| Lakosok száma | 136  | 144  | 143  | 147  | 151  | 156  | 158  | 162  |
|               | 2013 | 2015 | 2017 | 2018 | 2019 | 2020 | 2021 | 2022 |